# Kentiopsis
Genre
Synonymes
- Mackeea H.E. Moore[2]

Kentiopsis est un genre de palmiers, plantes de la famille des Arecaceae. Il est endémique en Nouvelle-Calédonie.

## Classification
- Sous-famille des Arecoideae
  - Tribu des Areceae
    - Sous-tribu des Archontophoenicinae [3]

Le genre Kentiopsis partage sa sous-tribu avec quatre autres genres : 
Actinorhytis, Archontophoenix, Actinokentia, Chambeyronia.

## Liste d'espèces
Selon BioLib (21 avril 2019), Catalogue of Life (21 avril 2019), World Checklist of Selected Plant Families (WCSP) (21 avril 2019), NCBI (21 avril 2019) et The Plant List (21 avril 2019) :
- Kentiopsis magnifica (H.E.Moore) Pintaud & Hodel (1998)
- Kentiopsis oliviformis (Brongn. & Gris) Brongn. (1873)
- Kentiopsis piersoniorum Pintaud & Hodel (1998)
- Kentiopsis pyriformis Pintaud & Hodel (1998)

Selon Tropicos (21 avril 2019) (Attention liste brute contenant possiblement des synonymes) :
- Kentiopsis divaricata Brongn.
- Kentiopsis lucianii (Linden ex Rodigas) Rodigas
- Kentiopsis macrocarpa Brongn.
- Kentiopsis magnifica (H.E. Moore) Pintaud & Hodel
- Kentiopsis oliviformis (Brongn. & Gris) Brongn.
- Kentiopsis piersoniorum Pintaud & Hodel
- Kentiopsis pyriformis Pintaud & Hodel